# Libythea labdaca
Libythea labdaca är en fjärilsart som beskrevs av John Obadiah Westwood 1851. Libythea labdaca ingår i släktet Libythea och familjen praktfjärilar. Inga underarter finns listade i Catalogue of Life.

## Bildgalleri

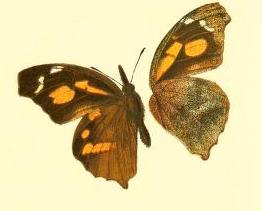
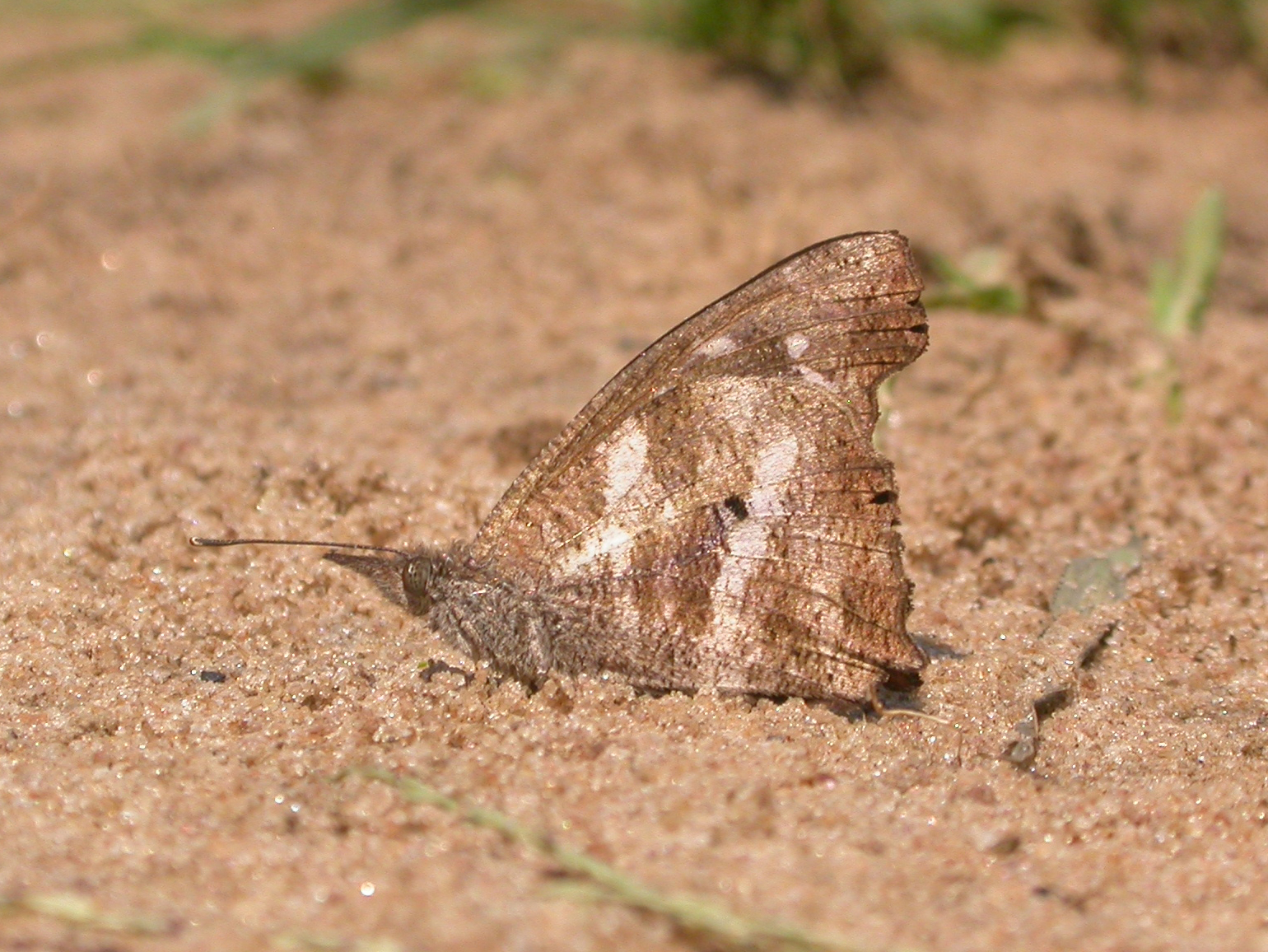
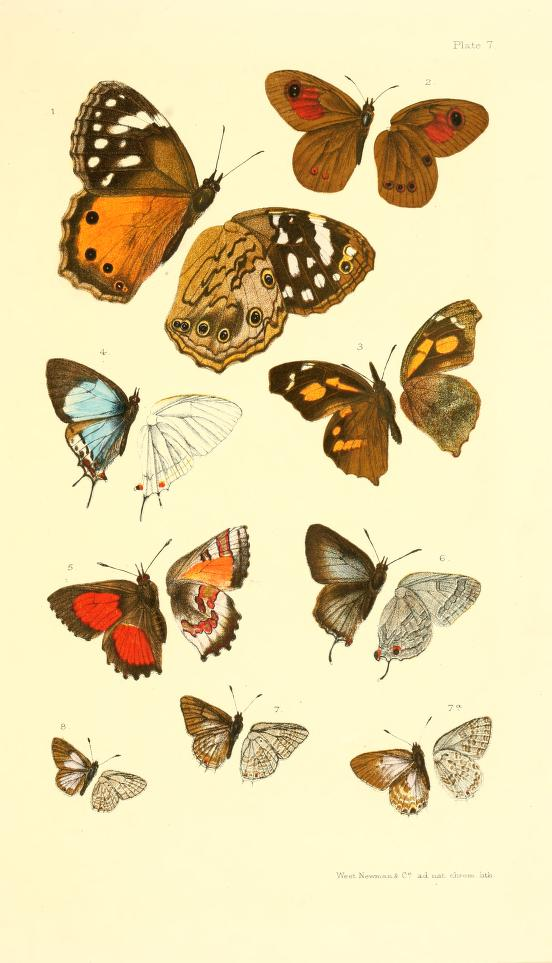